# Апата
Апата је у грчкој митологији била божанство преваре.

## Митологија
Била је божанство преваре и лукавства, те је њен мушки парњак био Долос (или Дол), демон обмане и смицалица. Такође је била у друштву Псеудолога (лажи). Њена супротност је била Алетеја, дух истине. Један од епитета богиње Атене је био Апатурија, што би значило „заштитница од обмане“. Према Хесиодовој теогонији, родила ју је Никс, а Цицерон јој је приписивао и оца Ереба. Апата је боравила на Криту и поседовала чаробни појас, помоћу кога је титанка Реја залудела свог супруга Крона.